# Palazzo Trevisan Pisani a Sant’Angelo

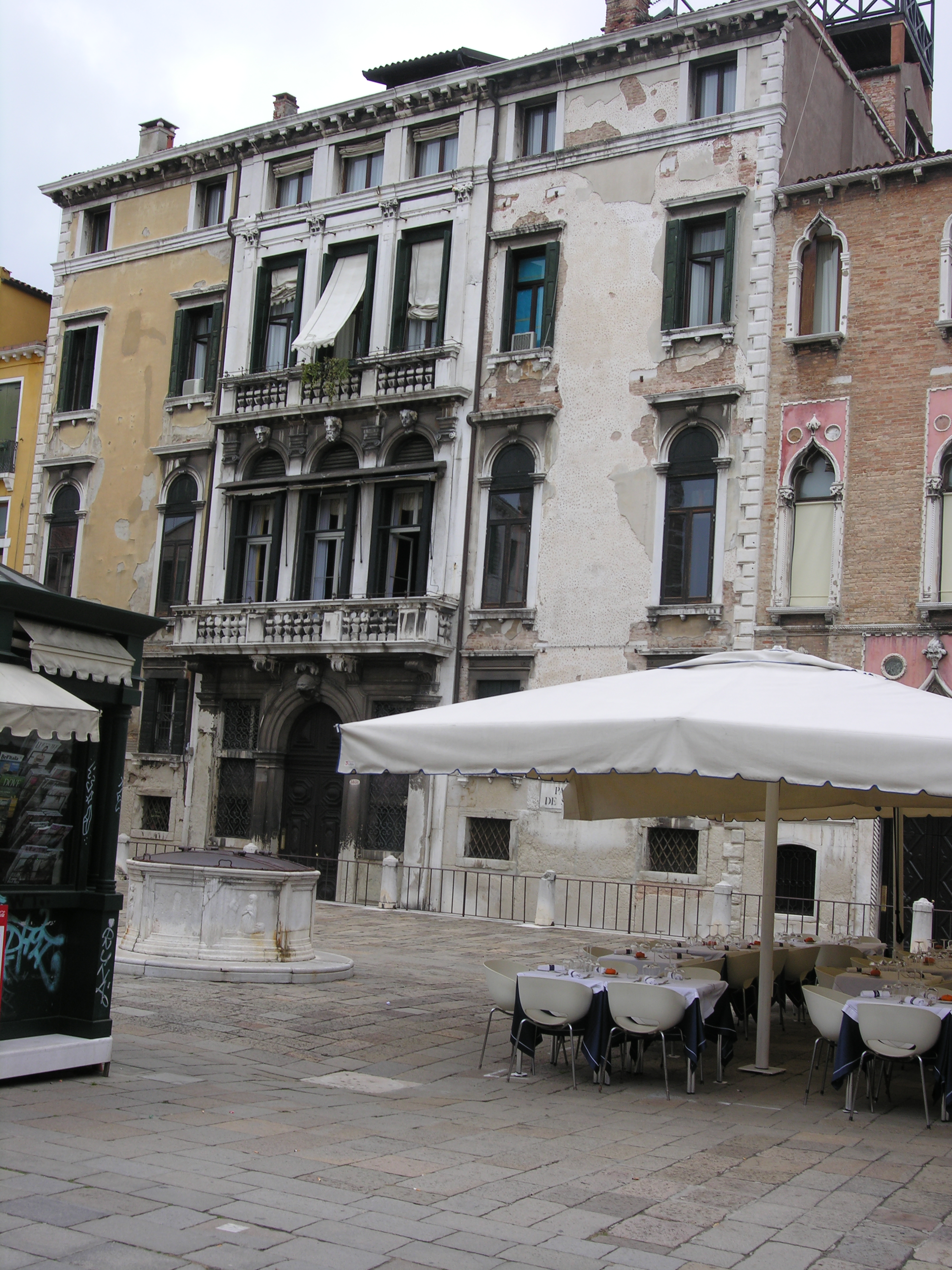
Palazzo Trevisan Pisani a Sant’Angelo

Palazzo Trevisan Pisani a Sant’Angelo, auch Palazzo Somachi, ist ein Palast in Venedig in der italienischen Region Venetien. Er liegt im Sestiere San Marco mit Blick zum Campo Sant’Angelo neben dem Palazzo Gritti Morosini.

## Geschichte
Die Familie Trevisan ließ den Palast im 17. Jahrhundert errichten, aber er fiel schnell an die Pisani. Auch heute noch ist er in privater Hand und in gutem Erhaltungszustand.

## Beschreibung

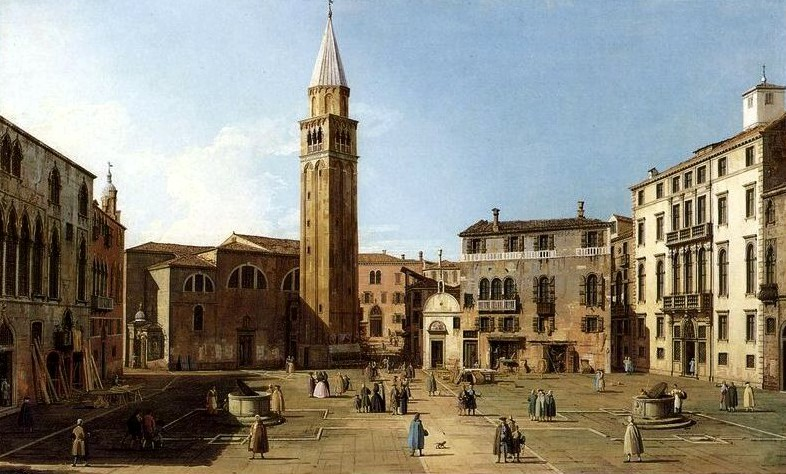
Palazzo Trevisan Pisani a Sant’Angelo (rechts) auf einem Gemälde von Canaletto; in der Mitte sieht man die Kirche Sant’Angelo.

Im mittleren Teil, der in istrischem Kalkstein gehalten ist, findet man die wertvollsten Teile der Fassade: Im Erdgeschoss ein venezianisches Fenster, in den beiden Hauptgeschossen zwei Dreifachfenster, beide mit einem ausladenden Geländer. Das Fenster im ersten Obergeschoss ist ein Rundbogenfenster mit Maskarons in den Schlusssteinen, das im zweiten Obergeschoss ist rechteckig und durch vier Lisenen in drei Teile geteilt.
Unter der gezahnten Dachtraufe befindet sich ein Zwischengeschoss.